# Спелерс, Реймонд

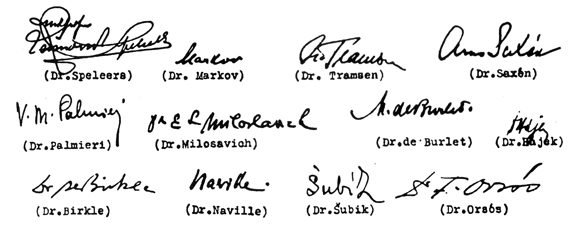
Подпись Спелерса под итоговым протоколом Международной Комиссии по Катыни, 1943 г.

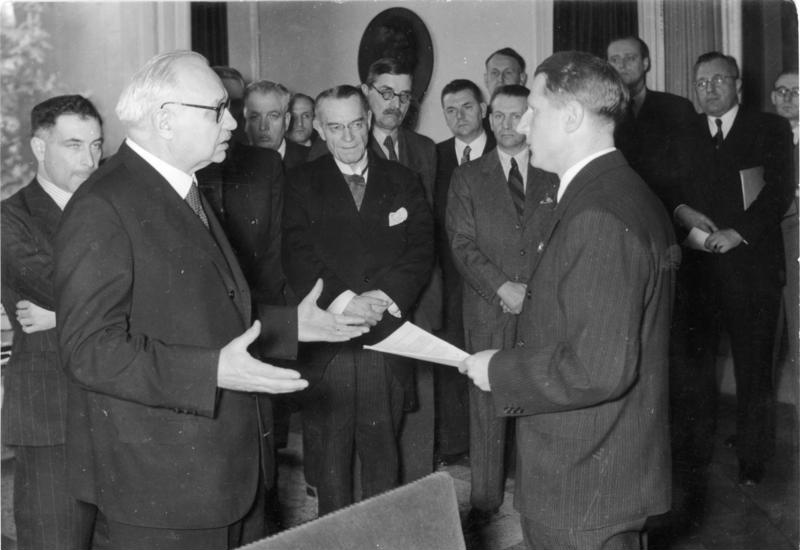
Проф. Спелерс на встрече членов Международной Комиссии с министром здравоохранения Рейха в Берлине, 1943 год.
(Профессор Спелерс стоит посередине во фраке с белым платком в кармане)

Реймонд Спелерс (нидерл. Reimond Speleers; 1876, Васмюнстер — 1951, Алст) — бельгийский профессор медицины, один из членов Международной Комиссии, направленной немцами в апреле 1943 года в Катынь для расследования совершенного там преступления.

## Биография
Окончил медицинский факультет Лёвенского университета, где был членом фламандского общества студентов. В 1903 году открыл офтальмологическую практику, руководя, наряду с этим, деятельностью Фламандского националистического движения (Vlaamse Beweging) — организации борющейся за автономию фламандской части Бельгии. Во время первой мировой войны был деканом медицинского факультета университета в оккупированном немцами Генте. Заподозренный в коллаборационизме был вынужден в 1918 году вместе с семьей уехать в Нидерланды. Позднее работал в Нидерландах и был одним из ведущих европейских специалистов-офтальмологов.
Был членом Фламандской национальной лиги, праворадикальной партии межвоенного периода, единственной партии, признанной нацистскими оккупантами. 
В 1943 году принял участие в работе Международной Комиссии в Катыни, однако, лично не совершал вскрытий, а выступал в роли наблюдателя. 
По освобождении Гента в сентябре 1944 года был арестован членами бельгийского движения сопротивления, многие из которых были коммунистами. Спустя три года после ареста Спелерсу был вынесен приговор в виде 20 лет лишения свободы с конфискацией имущества. Профессор Спелерс умер 29 апреля 1951 года в тюремной больнице в Алсте.